# Municipio de Paint (condado de Holmes)
El municipio de Paint (en inglés: Paint Township) es un municipio ubicado en el condado de Holmes en el estado estadounidense de Ohio. En el año 2010 tenía una población de 4134 habitantes y una densidad poblacional de 55,13 personas por km².

## Geografía
El municipio de Paint se encuentra ubicado en las coordenadas 40°37′55″N 81°42′32″O / 40.63194, -81.70889. Según la Oficina del Censo de los Estados Unidos, el municipio tiene una superficie total de 74.98 km², de la cual 74,81 km² corresponden a tierra firme y (0,22 %) 0,17 km² es agua.

## Demografía
Según el censo de 2010, había 4134 personas residiendo en el municipio de Paint. La densidad de población era de 55,13 hab./km². De los 4134 habitantes, el municipio de Paint estaba compuesto por el 99,42 % blancos, el 0,1 % eran afroamericanos, el 0,07 % eran amerindios, el 0,05 % eran asiáticos, el 0,22 % eran de otras razas y el 0,15 % eran de una mezcla de razas. Del total de la población el 0,44 % eran hispanos o latinos de cualquier raza.